# Iceage
Iceage är ett danskt punkband från Köpenhamn, bildat 2008. Gruppens debutalbum New Brigade släpptes 2011 på skivbolaget Escho, och kom senare även ut på amerikanska What's Your Rupture?. Pitchfork Media placerade New Brigade på plats 37 på deras lista över de bästa albumen 2011. I februari 2013 följdes debutalbumet upp med LP:n You're Nothing och singeln Ecstasy. Det tredje albumet, Plowing Into the Field of Love, kom ut den 7 oktober 2014.

## Kontroverser
Iceage har vid ett flertal tillfällen varit inblandade i kontroverser. Bland annat har bandet anklagats för att använda sig av fascistisk symbolik, till exempel runor och Ku Klux Klan-liknande huvor.. Bandet har även lyft fram det nazistiska black metal-bandet Absurd och den japanske radikalnationalistiske författaren Yukio Mishima som influenser. Bandmedlemmarna själva avvisar dock alla sympatier med extremhögern.
En annan kontrovers rörande bandet gäller deras våldsförhärligande, då de bland annat har lagt upp bilder på en blodig konsertbesökare med texten victim (offer) och sålt knivar under en turné 2011.

## Medlemmar
- Elias Bender Rønnenfelt (född 24 mars 1992) – sång, gitarr
- Johan Surrballe Wieth (född 13 september 1991) – gitarr
- Jakob Tvilling Pless (född 10 november 1992) – basgitarr
- Dan Kjær Nielsen (född 11 oktober 1991) – trummor

## Diskografi

### Studioalbum
- 2011 – New Brigade
- 2013 – You're Nothing
- 2014 – Plowing Into the Field of Love